# Eldeceeon rolfei
Eldeceeon rolfei è un vertebrato estinto appartenente ai rettiliomorfi. Visse nel Carbonifero inferiore (circa 335 milioni di anni fa), e i suoi resti sono stati rinvenuti nel giacimento di East Kirkton, in Scozia.

## Descrizione
L'aspetto di questo animale doveva essere quello di una lucertola particolarmente robusta, con un grosso cranio e forti zampe poste ai lati del corpo. Il corpo era compatto e piuttosto corto, mentre il cranio, lungo oltre tre centimetri, era dotato di incisura otica e nella forma generale assomigliava abbastanza a quello dell'antracosauro primitivo Eoherpeton. Le costole erano presenti solo nella metà anteriore del corpo (caso unico nei vertebrati tranne i mammiferi), mentre la coda era lunga e robusta. In totale, la lunghezza del corpo doveva aggirarsi su 35 centimetri.

## Classificazione
Descritto per la prima volta nel 1994 sulla base di due esemplari fossili, questo animale è stato classificato nel gruppo degli antracosauri, vertebrati terrestri primitivi dall'aspetto simile a quello degli anfibi ma con caratteristiche che preannunciano i rettili. Tuttavia non è chiaro a quale sottordine appartenesse Eldeceeon, a causa di una combinazione di caratteristiche che rende difficile l'attribuzione di questa specie. Sono state riscontrate somiglianze superficiali con l'antracosauro primitivo Eoherpeton. Un altro antracosauro rinvenuto nel giacimento di East Kirkton è Silvanerpeton.

## Stile di vita
È probabile che l'eldeceeon si comportasse in modo molto simile a quello delle lucertole; probabilmente era un animale ben adatto a vivere in un habitat terrestre; ciò sarebbe confermato da alcune caratteristiche dello scheletro assiale e degli arti. La presenza di un'incisura otica, inoltre, fa supporre l'esistenza di un timpano adatto a percepire suoni aerei ad alta frequenza.